# Пајн Хил (Алабама)
Пајн Хил (енгл. Pine Hill) град је у америчкој савезној држави Алабама. По попису становништва из 2010. у њему је живело 975 становника.

## Демографија
Према попису становништва из 2010. у граду је живело 975 становника, што је 9 (0,9%) становника више него 2000. године.
| Група             | 2000.       | 2010.       |
| Белци             | 472 (48,9%) | 442 (45,3%) |
| Афроамериканци    | 482 (49,9%) | 519 (53,2%) |
| Азијати           | 1 (0,1%)    | 1 (0,1%)    |
| Хиспаноамериканци | 1 (0,1%)    | 7 (0,7%)    |
| Укупно            | 966         | 975         |